# Dipropilamina

Dipropilamina é uma amina secundária representada com a fórmula (C3H7)2NH. É uma amina flamável, altamente tóxica e corrosiva. Ocorre naturalmente nas folhas do tabaco e artificialmente em resíduos industriais. Exposição à dipropilamina pode causar excitação seguida de depressão, hemorragias internas, distrofia e várias irritações.